# Клиф Драйсдейл
Ерик Клифърд Драйсдейл (на английски: Eric Clifford Drysdale) е южноафрикански тенисист. 

## Биография
Ерик Клифърд Драйсдейл е роден на 26 май 1941 г. в Нелспройт, Република Южна Африка. Завършва гимназия в Грей, Порт Елизабет.

## Кариера
Клиф Драйсдейл печели титлата на сингъл на Нидерландия Оупън през 1963 и 1964 г. През 1965 г. достига финал на сингъл на Шампионата на САЩ, и печели титлата на сингъл на Германия Оупън. Той побеждава Род Лейвър в четвъртия кръг на първото открито първенство на САЩ през 1968 г. През Оупън ерата, Драйсдейл печели пет титли на сингъл и шест на двойки, включително титлата на открито първенство на САЩ на двойки с Роджър Тейлър, през 1972 г.
Клиф Драйсдейл е пионер на удара от бекхенд с две ръце, използва го с голям ефект по време на кариерата си.
Клиф Драйсдейл става президент на Асоциацията на професионалистите в тениса (ATP), която Драйсдейл създава през 1972 г. с Джак Креймър и Доналд Дел.
След оттеглянето от активна кариера Драйсдейл става натурализиран американски гражданин. Той е тенис коментатор за ESPN от 1979 г.
През 1998 г. USTA награждава Клиф Драйсдейл с наградата „Уилям М. Джонстън“ за приноса му към мъжкия тенис.
През 2013 г. Клиф Драйсдейл е избран в Международната зала на славата на тениса.

## Кариерна статистика

#### Финали на турнири отГолям шлем(1)
| година | турнир | съперник       | резултат                   |
| ------ | ------ | -------------- | -------------------------- |
| 1965   | ОП САЩ | Мануел Сантана | 2 – 6, 9 – 7, 5 – 7, 1 – 6 |

#### Титли на двойки отГолям шлем(1)
| година | турнир | партньор      | съперник                   | резултат                 |
| ------ | ------ | ------------- | -------------------------- | ------------------------ |
| 1972   | ОП САЩ | Роджър Тейлър | Оуен Дейвидсън Джон Нюкъмб | 6 – 4, 7 – 6(7–3), 6 – 3 |